# 베를린 지하철 12호선
베를린 지하철 12호선(독일어: U-Bahn-Linie 12) 또는 U12는 베를린 지하철의 임시 대체 운행 계통이다. 원래의 BI선 운행 계통을 따라가며, 1966년 이후에는 1호선, 1984년 이후에는 U1로 불렸다. 베를린 장벽 건설로 인해서 원래 종착역인 바르샤우어 브뤼케역이 아닌 슐레지셰스 토어역에서 종착했다.
U12라는 명칭은 여러 이유로 인한 임시 운행에만 사용했다. 1993년부터 2003년 6월까지는 대규모 행사 및 야간 운행 전용 노선이었으며, 때때로 올림피아슈타디온역 종착 열차로 운행하기도 했다. U2 노선의 보수 공사가 진행되었던 때에도 이 운행 계통이 임시로 부활했다.

## 노선
U12 노선은 U1의 크로이츠베르크 구간인 바르샤우어 슈트라세역(1995년 10월까지는 슐레지셰스 토어역)에서 시작하여 비텐베르크플라츠역까지, 그 이후에는 U2 노선을 따라서 룰레벤역까지 진행한다. U1과 U2 노선의 구간을 혼합한 형태이기 때문에 U12로 불린다.

## 기원
1956년 11월부터 팡코역부터 룰레벤역까지 열차가 전 구간을 운행할 수 없게 되었다. 그 결과 AI선은 테오도어호이스플라츠역으로 단축되었고 대체 노선으로 ABI선이 운행하기 시작했으며, 해당 운행 계통은 1957년 5월부터 BI선이 되었다. 이 노선은 룰레벤역부터 비텐베르크플라츠역까지만을 운행했던 노선을 대체하여 쿠르퓌르스텐슈트라세역을 거쳐서 바르샤우어 슈트라세역까지 연장 운행했다. 1966년에 이 노선은 1호선(Linie 1)이 되었고, 같은 이름의 뮤지컬의 근원이 되었다. 1984년부터 1993년까지는 U1(Linie U1)로 불렸다.
베를린 장벽 건설로 인하여 1961년 8월 13일부터 1993년 11월 13일까지의 동쪽 종점은 서베를린에 속해 있었던 슐레지셰스 토어역이었다. 독일의 재통일 이후 1995년 10월 바르샤우어 슈트라세역과 슐레지셰스 토어역 사이의 지하철 운행이 재개되었다. 이때 바르샤우어 슈트라세역으로는 U1(크루메 랑케역 방면), U12(룰레벤역 방면), U15(울란트슈트라세역 방면) 운행 계통이 운행했다.

## 공사 운행
U2 노선의 글라이스드라이에크-뷜로슈트라세간 보수 공사로 인해서 U2 글라이스드라이에크-룰레벤간을 대체하는 노선으로 2006년 8월 18일부터 2007년 3월 18일까지 U12 운행 계통이 부활했다. U12 노선은 룰레벤역과 바르샤우어 슈트라세역간을 역사적인 U1 노선과 같은 운행 계통으로 운행했다. 약 5년 후인 2011년 6월 24일부터 12월 8일까지 글라이스드라이에크역 공사로 인해서 노선이 분할 운행되어야 했을 때에도 이 운행 계통이 운행되었다. 당초 계획은 U2 운행 계통이 비텐베르크플라츠역과 글라이스드라이에크역에서 세 구간으로 나뉘면서 U1과 U2 노선은 최소한 두 번 환승해야 되게 하면서, 승객의 항의로 인하여 운행 계통을 변경했다.
U2 노선의 보수 공사가 2년간 중단되었다가 재개되면서 2015년 4월 16일부터 11월 23일까지도 이 운행 계통이 운행되었다.
2020년 6월 29일부터 7주간 진행된 공사로 인하여 코트부스 토어역부터 룰레벤역까지 U12 운행 계통이 운행되었다.
2022년 8월 15일부터 10월 28일까지 글라이스드라이에크역 공사로 인하여 이 운행 계통이 운행되었다.

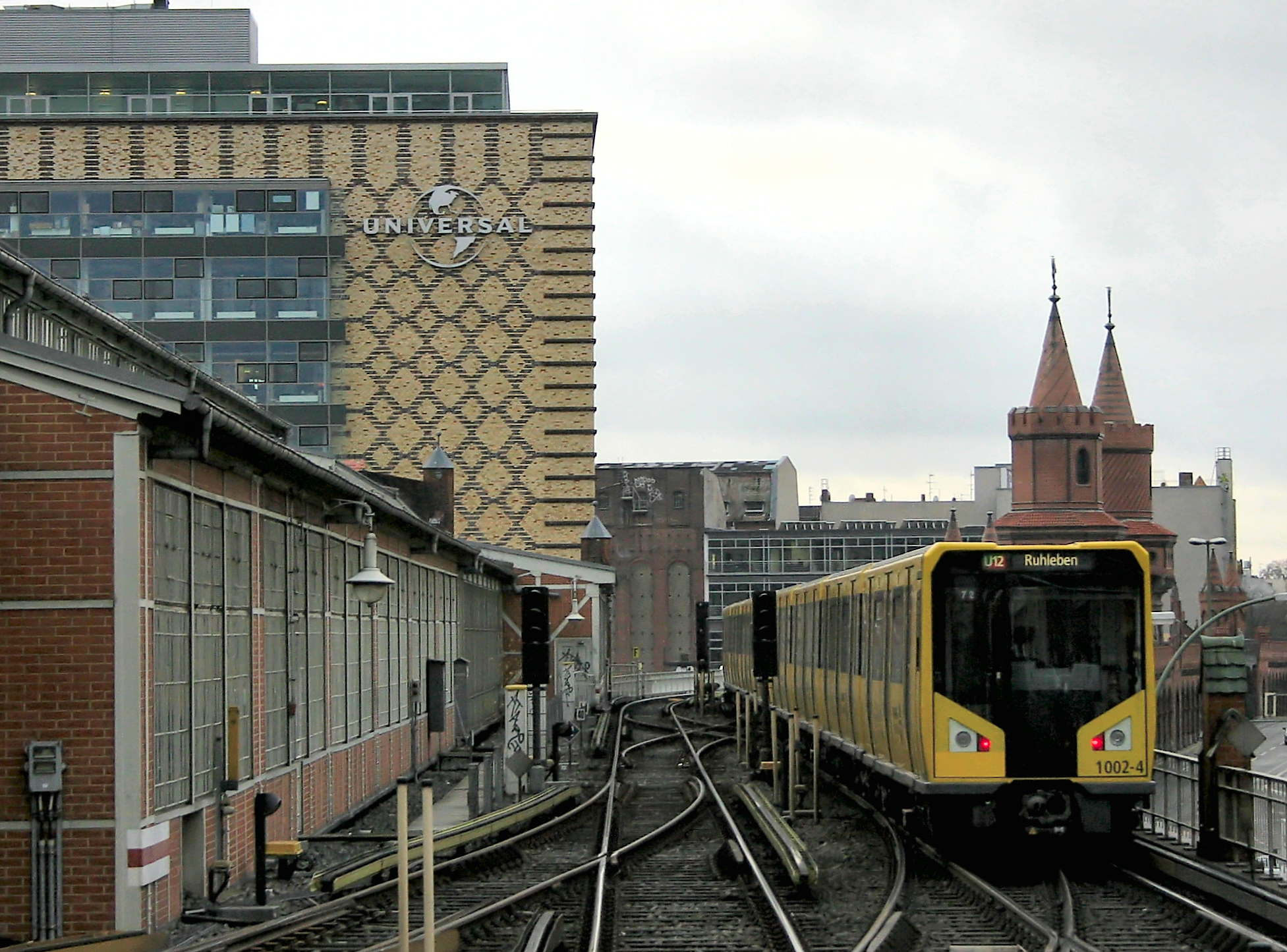
룰레벤 방면 U12로 운행하는 HK 전동차
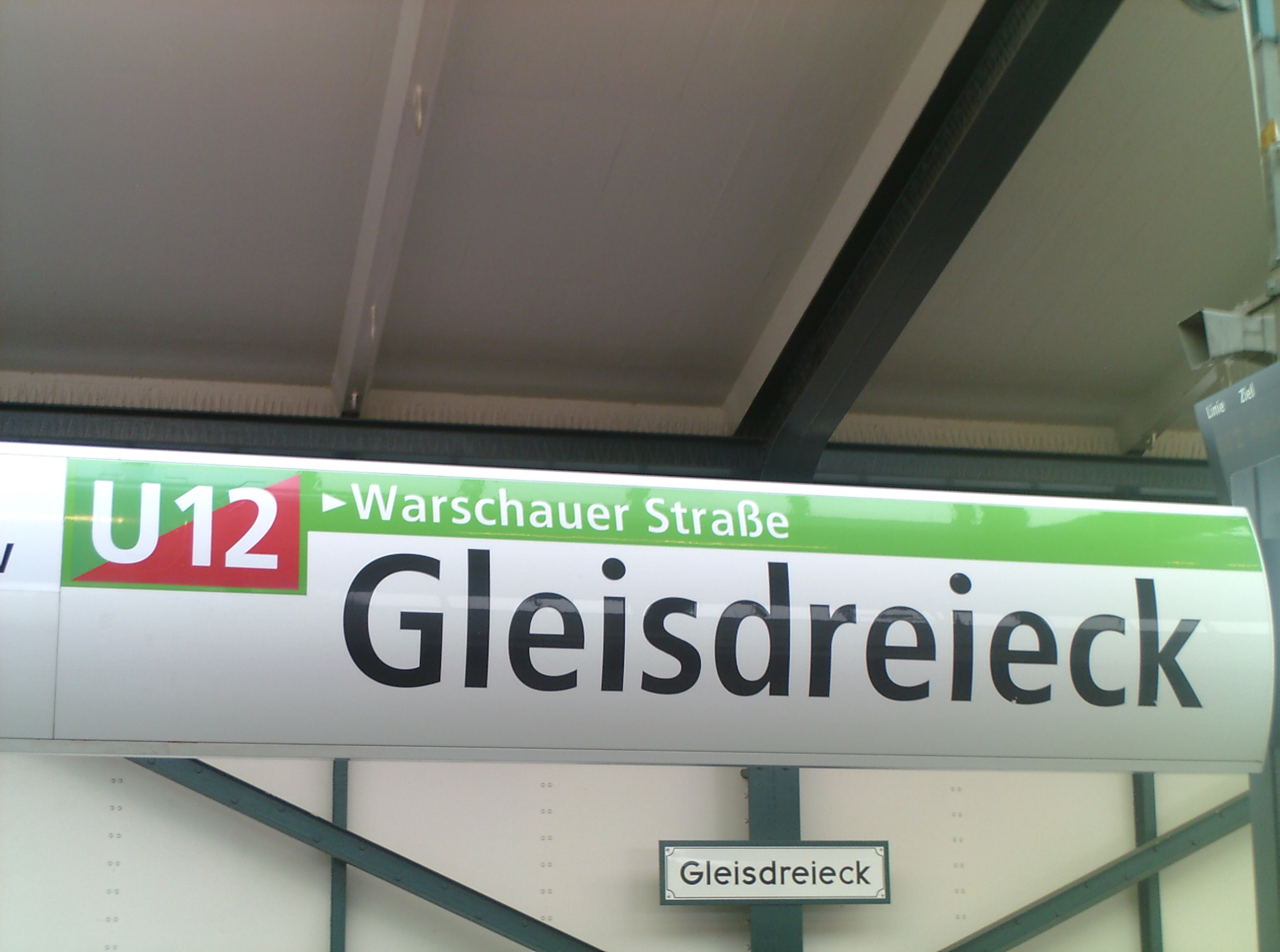
글라이스드라이에크역에 부착된 바르샤우어 슈트라세 방면 U12 운행 안내판
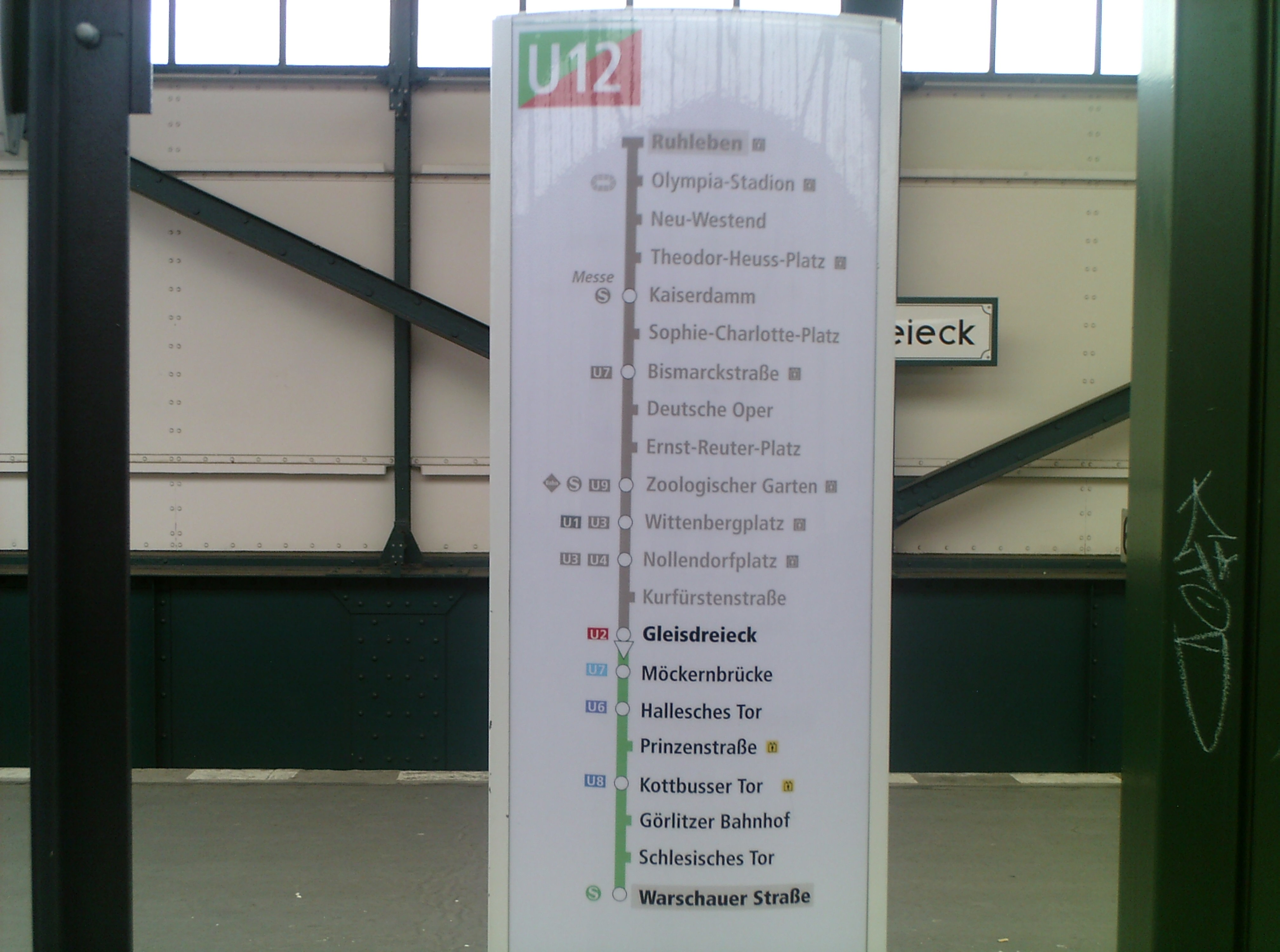
글라이스드라이에크역의 임시 U12 노선도

## 참조
1. ↑  Die neue U12. Bei: Tagesspiegel Online, 24. Juni 2011
2. ↑  Letzte Etappe der Sanierung am Gleisdreieck: Reaktivierte U12 schafft Ost-West-Verbindung. Bei: bvg.de, 13. April 2015
3. ↑  Berliner S-Bahn sperrt Nord-Süd-Tunnel vier Monate lang. Bei: Morgenpost Online, 17. Dezember 2014
4. ↑  S- und U-Bahn gleichzeitig gesperrt – Auf der Nord-Süd-Strecke wird es eng. Bei: rbb-online.de, 8. Dezember 2014
5. ↑  U12 als Aushilfe – U1, U2 und U3 fahren wegen Bauarbeiten verkürzt. 보관됨 2020-07-26 - 웨이백 머신 Bei: rbb24, 22. Juni 2020, abgerufen am 2. August 2020
6. ↑  Bauarbeiten bei der Berliner U-Bahn: Monatelang Einschränkungen auf mehreren Linien – BVG reaktiviert die U12 Bei: Der Tagesspiegel, 8. August 2022, abgerufen am 5. Oktober 2022